# Аннигиляционное оружие
Аннигиляционное оружие — гипотетически возможное оружие массового поражения, действие которого основано на процессе аннигиляции (взаимного уничтожения) частиц и античастиц, то есть вещества и антивещества, при которой выделяется огромное количество энергии. Самое мощное оружие, которое теоретически можно создать, поскольку при столкновении вещества и антивещества высвобождается энергия, равная суммарной массе обоих, величина которой как минимум на два порядка превышает величину энергии, выделяемой в наиболее эффективном термоядерном оружии — 100 % по сравнению с 0,4—1 %. При столкновении антивещества с веществом происходит их взаимная аннигиляция, в процессе которой абсолютно равные массы антивещества и вещества превращаются в чистую энергию. В результате этого процесса высвобождается вся масса-энергия вещества и антивещества, которая для 1 грамма составляет ~ 9×1013 Джоулей, в то время как эквивалент 1 килотонны тротила = 4,184×1012 Джоулей (или 1 триллиону калорий энергии). Реакция 0,5 грамма антивещества с 0,5 грамма обычного вещества (общая масса = 1 грамм) даст 21,5 килотонны энергии в эквиваленте, что равно энергии атомной бомбы, сброшенной на Нагасаки в 1945 году. Гипотетическая аннигиляционная бомба весом в 1 тонну даст 21,5 тыс. мегатонн энергии, что больше чем мощность всех атомных бомб на Земле вместе взятых. Однако в отличие от ядерного взрыва, после взрыва бомбы из антиматерии не возникнет остаточной радиации.
В настоящее время основными проблемами в создании такого оружия являются чрезвычайно высокая стоимость производства антивещества, которая оценивается в 6 миллиардов долларов США за каждые 100 нанограммов, очень малое количество производимого антивещества, а также отсутствие надежных технологий для его удержания, современные технологии испытывают большие трудности с удержанием антивещества, которое аннигилирует при соприкосновении с обычным веществом. Одной из основных проблем для практического создания аннигиляционного оружия в настоящее время является сложность получения антивещества в достаточных объёмах. Однако, аналогичная проблема существовала и на начальном этапе создания атомного оружия, когда добыча радиоактивных элементов (урана и плутония) в требуемых количествах представляла определённые трудности.
Впервые оружие на основе антиматерии упоминается в феврале 1946 года в первом выпуске «Бюллетеня учёных-атомщиков», первого профессионального журнала, посвящённого контролю над ядерными вооружениями и разоружению.

## Стоимость
По состоянию на июль 2024 года стоимость производства одной миллионной грамма антиматерии оценивалась в 62 миллиарда долларов США. Для сравнения, стоимость Манхэттенского проекта (по созданию первой атомной бомбы) оценивается в 23 миллиарда долларов США в ценах 2007 года. В связи с этим, американский физик Хуэй Чэнь из Ливерморской национальной лаборатории в 2008 году отверг опасения по поводу бомб на антивеществе, назвав их «нереалистичными».

## Оружие, катализируемое антивеществом
Идея ядерной импульсной двигательной установки, катализируемогй антивеществом, предполагает использование антивещества в качестве «триггера» для инициирования небольших ядерных взрывов; такие взрывы могут обеспечивать тягу космическому аппарату. Теоретически эта же технология может быть использована для создания очень маленького и, возможно, «безделительного» (с очень низким уровнем радиоактивных осадков) оружия (чистого термоядерного оружия).

## В массовой культуре
Оружие на антивеществе является частью сюжета книги Дэна Брауна «Ангелы и демоны» и её экранизации, где оно используется в заговоре по взрыву Ватикана. Дополнение Ground Zero к видеоигре Quake II требует от главного героя изготовить бомбу на антивеществе на заводе по производству боеприпасов для достижения конечной цели. Во вселенной «Звёздного пути» корабли Федерации вооружены фотонными торпедами, содержащими боеголовки на антивеществе. По аналогии с тем, как цепная ядерная реакция приводит к выделению энергии в виде ядерного взрыва, результатом аннигиляции частиц и античастиц является выделение большого количества энергии, которая может быть использована для создания взрыва огромной мощности. Построенная на этом принципе аннигиляционная бомба теоретически может существенно
превосходить по своей мощности ядерное оружие.